# Albert de Aachen
Albert de Aachen sau Albert de Aix-la-Chapelle (în jurul anului 1100) a fost un cronicar al primei cruciade. Mai târziu, a devenit canonic și custode al bisericii din Aachen, în Germania.
Nu se știe nimic altceva despre viața sa decât că a fost autorul unei Historia Hierosolymitanae expeditionis, numită și Chronicon Hierosolymitanum de bello sacro, o operă scrisă în latină divizată în 12 cărți, și care a fost redactată între anii 1125 și 1150. Narațiunea începe de la Conciliul de la Clermont, continuă cu evenimentele de pe parcursul Primei cruciade și istoria de început a Regatul de Ierusalim, încheindu-se brusc în dreptul anului 1121.
Historia lui Albert de Aachen a fost bine cunoscută în timpul evului mediu și a fost utilizată pe larg de către Guillaume de Tyr pentru primele șase cărți ale cronicii sale, Belli sacri historia. În cadrul istoriografiei moderne, cronica lui Albert a fost preluată fără rezerve, inclusiv de către Edward Gibbon. Mai recent, valoarea sa istorică a fost serios pusă sub semnul întrebării, dat fiind că lucrarea include numeroase elemente legendare și că autorul nu ar fi fost niciodată în Țara Sfântă. Pe de altă parte, se pare că Albert ar fi discutat cu mai mulți cruciați reveniți din Palestina și că ar fi avut acces la corespondența altora. Spre  deosebire de multe alte cronici ale primei cruciade, care se bazează în primul rând pe anonima Gesta Francorum, scrierea lui Albert de Aachen s-a folosit de informații proprii. Prima ediție a istoriei sale a fost tipărită la Helmstedt în 1584, iar o bună ediție se găsește în cadrul Recueil des historiens des croisades, vol. IV, Paris, 1841–1887.